# بريما بانغورا
بريما بانغورا (بالإنجليزية: Brima Bangura)‏ هو لاعب كرة قدم سيراليوني في مركز حراسة المرمى، ولد في 27 يناير 1981 في كينيما في سيراليون. شارك مع منتخب سيراليون لكرة القدم. أما مع النوادي، فقد لعب مع نادي بورتس أوثوريتي.

## وصلات خارجية
- بريما بانغورا على موقع قاعدة بيانات كرة القدم.إي يو (الإنجليزية)
- بريما بانغورا على موقع ناشيونال فوتبول تيمز (الإنجليزية)